# Giuseppe Piermarini
Giuseppe Giorgio Pietro Baldassarre Piermarini (Foligno, 18 luglio 1734 – Foligno, 18 febbraio 1808) è stato un architetto italiano.

## Biografia

### Giovinezza e formazione
Giuseppe Piermarini nacque a Foligno, in Umbria, da Pietro e Crispolda Ubaldini. La sua formazione iniziale avvenne nell'ambito della città natale, dove studiò matematica, meccanica e astronomia; l'entusiasmo che applicò nello studio fu talmente ardente che nel 1760 l'astronomo gesuita Ruggero Giuseppe Boscovich decise di inviare il giovane alunno a Roma per un corso regolare di studi. Alle scienze esatte, tuttavia, egli preferì l'architettura, di cui chiese i primi elementi ai maestri Paolo Posi, Carlo Murena e soprattutto Luigi Vanvitelli, in quegli anni impegnato nella costruzione della Reggia di Caserta per conto della dinastia borbonica. 
Terminati gli studi Piermarini tornò nelle terre natali, esercitandosi con la copia di monumenti classici e progettando piccoli edifici e chiese di campagna; pur rischiando di rimanere intorpidito dalla quiete provinciale della natia Foligno, fu provvidenzialmente chiamato a Caserta dal Vanvitelli, che volle avvalersi della collaborazione del Piermarini in ambito grafico. Il confronto tra Piermarini e l'erigenda fabbrica casertana è da considerarsi «esperienza esclusivamente didattica (...) mediazione solo conoscitiva (...) ma illuminante per la comprensione della complessa articolazione di linguaggio e di riferimenti, della sintassi vanvitelliana».
Nel 1769 Piermarini si recò a Milano al seguito di Vanvitelli, chiamato dal Conte di Firmian per restaurare il regio Palazzo Reale. Il suo progetto, tuttavia, non piacque alla corte di Vienna e pertanto egli lasciò ogni incarico al giovane allievo. Il Piermarini intervenne nel Palazzo Reale con grande decoro, in forme squisitamente neoclassiche: questa committenza gli procurò grande successo, tanto che nel 1770 ricevette la nomina a imperial regio architetto e ispettore delle fabbriche per tutta la Lombardia, con la quale egli consacrò definitivamente la propria affermazione sociale.

### Piermarinivalentearchitetto

#### Accademia di Mantova e università di Pavia

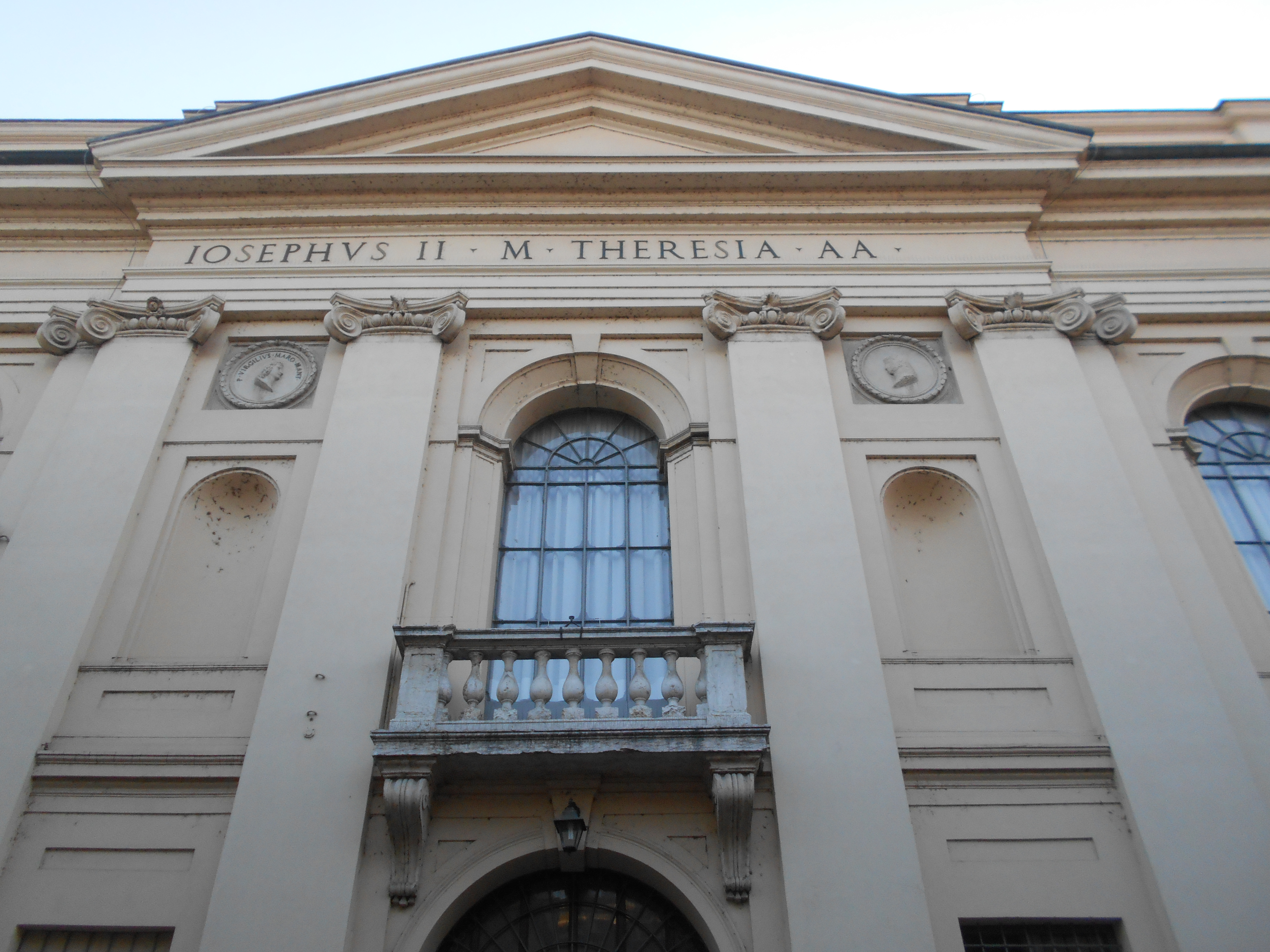
Accademia nazionale virgiliana, Mantova

Da questo momento in poi Piermarini si spese in un'attività senza tregua, che durerà per circa trent'anni. Nel 1771 concorse con Antonio Galli da Bibbiena per la realizzazione della sede dell'Accademia di Mantova: la commessa fu vinta dal Piermarini, il quale riuscì a tener dignitosamente testa alle aspre critiche che gli vennero rivolte (anche a causa dell'autorevolezza del soccombente Bibbiena), erigendo il Palazzo tra il 1773 e il 1775.

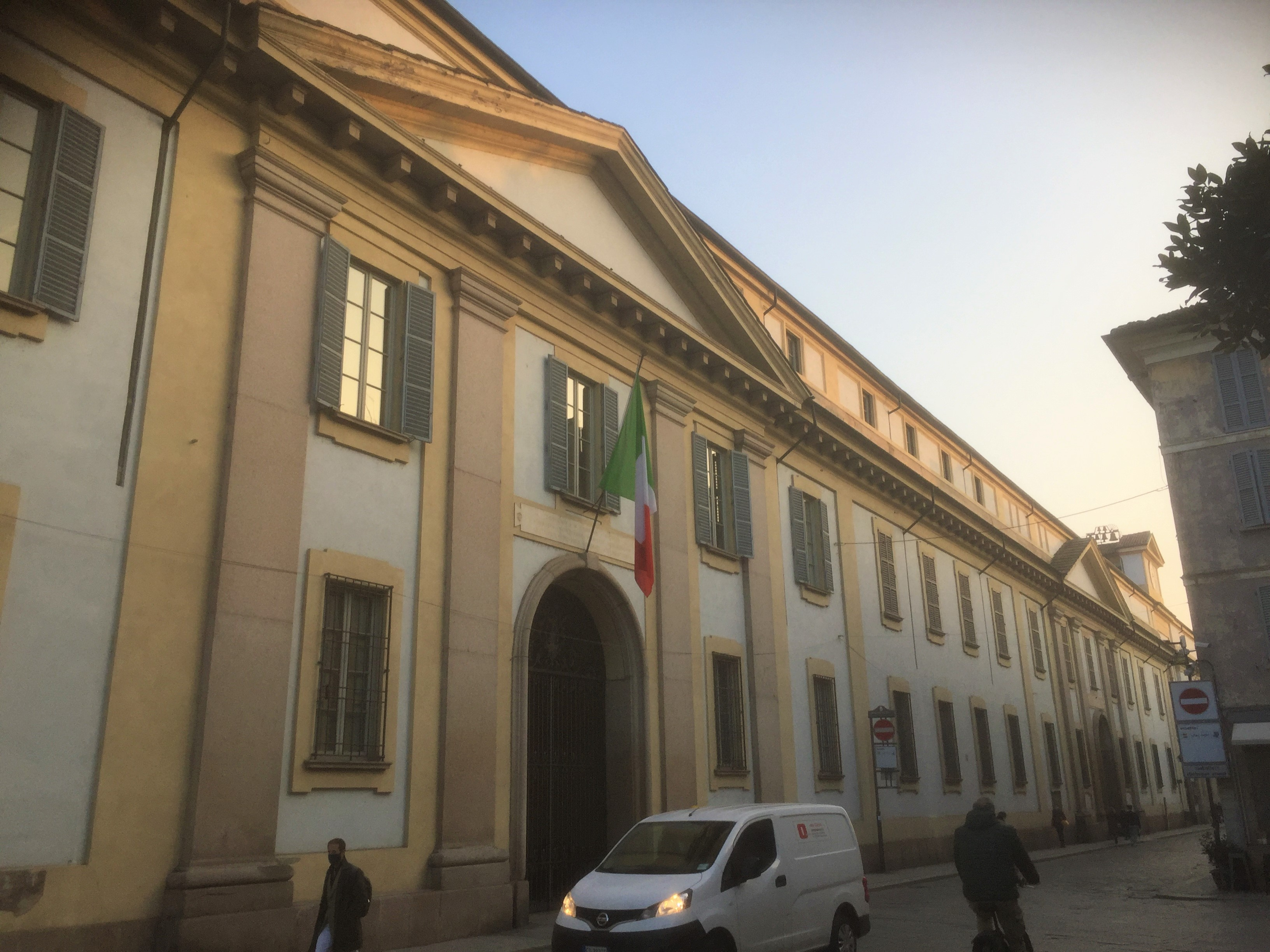
La facciata dell'università di Pavia

Giuseppe Piermarini fu incaricato nel 1771 dal cancelliere Wenzel Anton von Kaunitz-Rietberg di rinnovare l'università di Pavia, che in quegli anni, su iniziativa dell'imperatrice Maria Teresa, era in grande espansione. Tra il 1771 e il 1782, il Piermarini ridisegnò la facciata del palazzo centrale dell'ateneo, i cortili e progettò l'aula magna, poi detta aula Foscoliana. Nel 1776 fu incaricato dal direttore dell'Orto Botanico Giovanni Antonio Scopoli della progettazione delle serre dell'Orto (poi in parte modificate nell'Ottocento da Luigi Canonica).

#### Villa Reale di Monza
Tra il 1777 e il 1780, invece, egli fu impegnato nella costruzione della Villa Reale di Monza per conto dell'arciduca Ferdinando d'Asburgo, il quale volle una comoda reggia di soggiorno che risultasse utile anche per i vari patrizi dislocati nel territorio lombardo. Piermarini, riuscendo a conciliare la razionalità neoclassica con le esigenze culturali e funzionali di una realtà suburbana, progettò un edificio ben esemplificativo del suo spirito d'arte, mostrandosi assai sensibile alla lezione casertana di Vanvitelli specialmente nella trattazione dei giardini, dei giochi d'acqua e nella disposizione dei viali e degli sfondi.

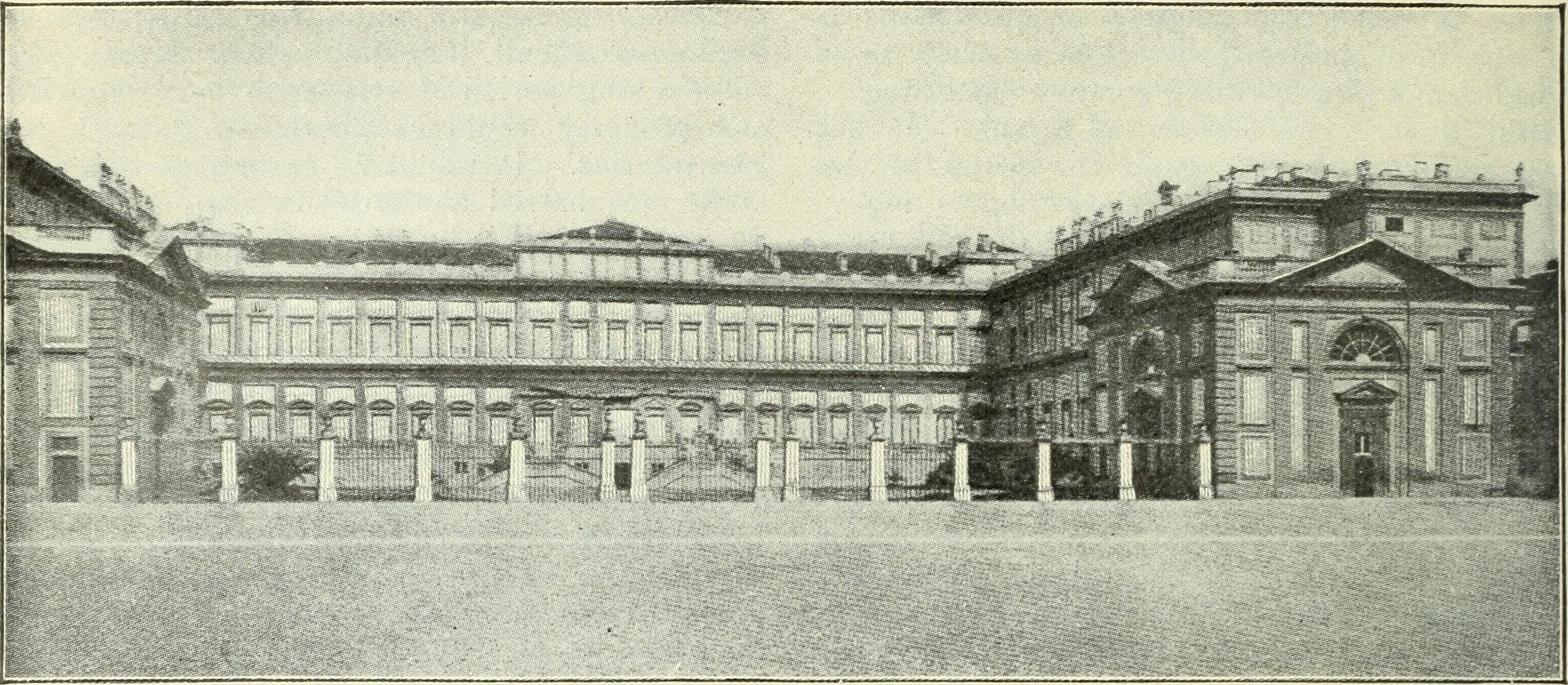
Immagine ottocentesca della villa Reale di Monza

La villa Reale di Monza conobbe infatti un brillante successo, e i contemporanei di Piermarini confrontandola con gli esempi seicenteschi vi riconobbero una notevole modernità. Piermarini, non a caso, eseguì numerose altre ville: speciale menzione meritano la villa Cusani a Desio (oggi villa Tittoni), la villa D'Adda a Cassano d'Adda, la villa Prinetti ora Amman, e, a Cremnago, la villa Perego (1782).

#### Palazzo Belgioioso
In virtù del prestigio acquisito con la direzione della fabbrica monzese Piermarini progettò una cospicua mole di palazzi, specialmente a Milano: oltre al Palazzo Reale (del quale abbiamo già parlato) e senza ricordare quelli poi demoliti, suoi sono il palazzo Greppi (1778), i palazzi Casnedi, Mellerio, Moriggia; la fronte verso il giardino del palazzo Cusani; la facciata verso il giardino del palazzo Litta; il portale del palazzo di Brera (1780); il palazzo del Monte di Pietà (1782-1783). Particolarmente famoso è il palazzo Belgioioso (1777), dove Piermarini trasfuse nell'eleganza e nel rigore della facciata la fantasia maturata a Caserta al fianco del Vanvitelli. Fu assai attivo anche in ambito urbanistico, progettando per iniziativa dell'arciduca Ferdinando i giardini pubblici di Porta Venezia e la piazza dell'Arcivescovado, e aprendo via Santa Radegonda, asse di collegamento col Teatro alla Scala.

#### Teatro alla Scala

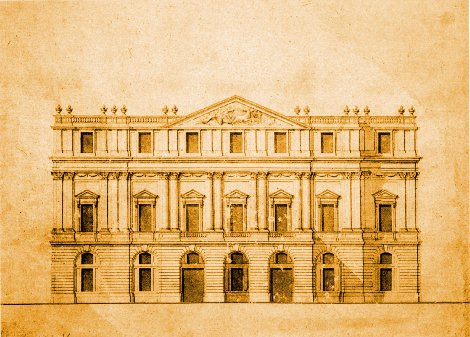
Giuseppe Piermarini, Progetto per il Teatro alla Scala (1779)

È proprio a Piermarini, infatti, che si deve il Teatro alla Scala, da lui costruito fra il 1776 e il 3 agosto 1778, giorno in cui fu solennemente inaugurato con L'Europa riconosciuta di Antonio Salieri. Il progetto si distinse ben presto per gli accorgimenti visivi, le qualità acustiche e la studiata dislocazione dei passaggi, delle scale, degli accessi e dei servizi; la facciata, invece, è caratterizzata dalla presenza di elementi del linguaggio classico che, fondendosi, danno vita a uno stile severo e lineare, tipicamente neoclassico. Tali caratteristiche furono sentitamente lodate da Pietro Verri, Ugo Foscolo e, in particolare, da Stendhal, il quale ritenne la Scala «più bel teatro del mondo, quello che dà il massimo godimento musicale. È impossibile immaginare nulla di più grande, più solenne e nuovo». La Scala, comunque, fu seguita dalla costruzione del teatro milanese della Cannobbiana (ora demolito), del teatro di Mantova (1782-1783) e di quello di Monza, sempre del Piermarini.

### Ultimi anni e morte
A lato dell'attività concretamente progettuale, Piermarini proseguì la sua carriera architettonica intraprendendo anche la strada dell'insegnamento, a partire dalla nomina a professore di Architettura Superiore all'Accademia di Brera nel 1796. Trascorse i suoi ultimi anni nella quiete idillica di Foligno, dove poté finalmente dedicarsi alle sue passioni giovanili (scienza e matematica), non mancando tuttavia di eseguire qualche lavoro nella cattedrale cittadina.
Morì nel 1808 nella sua città natale, Foligno.